# Krassócsörgő
Krassócsörgő, (románul: Clocotici, horvátul: Klokotič)  falu Romániában, a Bánságban, Krassó-Szörény megyében. Az első világháborúig Krassó-Szörény vármegye Resicabányai járásához tartozott.

## Nevének változásai
1839, 1863, 1873 Klokodics, 1880-1900-ig Klokotics, 1920-ban Clopotici volt a település neve.

## Népessége

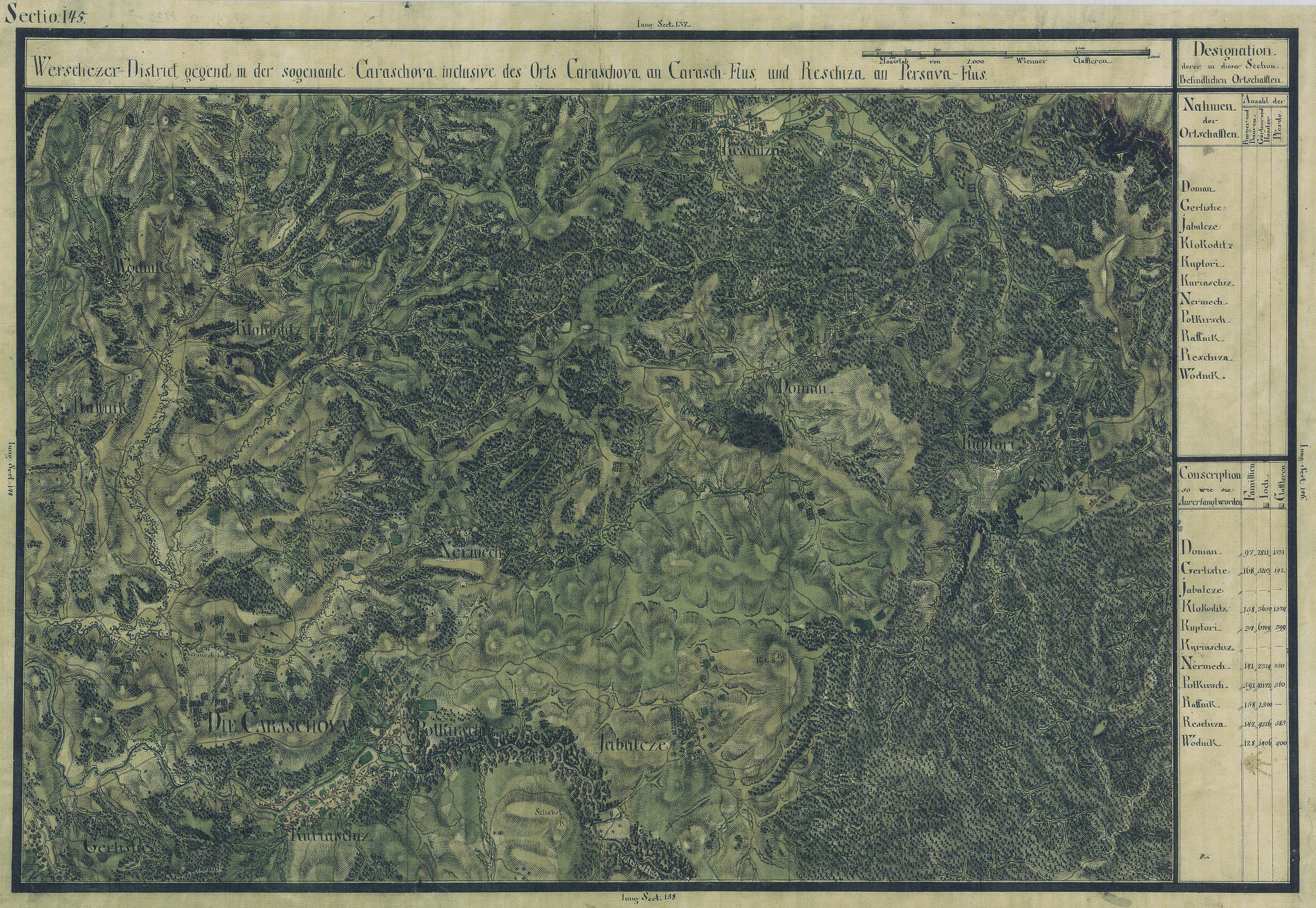
Krassócsörgyő egy régi térképen

- 1900-ban 1192 lakosából 1146 volt krassován, 19 román, 15 német, 6 magyar, 4 szlovák, 1 szerb és 1 horvát anyanyelvű; 1164 római katolikus, 22 ortodox, 2 zsidó és 1 evangélikus vallású.
- 1992-ben 1013 lakosából 827 volt horvát, 111 krassován, 65 cigány, 4 román, 3 cseh, 2 német és 1 szerb nemzetiségű, 998 római katolikus, 13 ortodox és 2 evangélikus vallású.